# 자산로
자산로(Jasan-ro)는 경상북도 김천시 지좌동 김천교 교차로에서 김천시 평화남산동 직지교사거리를 잇는 도로이다.

## 주요 경유지
경상북도
- 김천시 (지좌동 . 자산동 . 평화남산동)

## 노선 경로
| 이름          | 접속 노선                   | 경유지        | 경유지        | 비고          |
| 황산로와 직결 | 황산로와 직결               | 황산로와 직결 | 황산로와 직결 | 황산로와 직결 |
| ------------- | --------------------------- | ------------- | ------------- | ------------- |
| 김천교 교차로 | 지좌강변길 배다리길 황산3길 | 김천시        | 지좌동        |               |
| 김천교        |                             | 김천시        | 자산동        |               |
| 김천교사거리  | 강변로                      | 김천시        | 자산동        |               |
| 용암사거리    | 용암로                      | 김천시        | 자산동        |               |
| 직지교사거리  | 지방도 제514호선 (영남대로) | 김천시        | 평화남산동    |               |
| 시청로와 직결 |                             |               |               |               |

## 주요 건물 및 시설
- 농협 동김천지점 (자산로 43/모암동 142-4)
- 새마을금고 김천동부새마을금고 본점 (자산로 49/모암동 152-30)
- 삼성디자인플라자 김천점 (자산로 76/모암동 134-22)
- 농협 김천농협 성내지점 (자산로 92/성내동 185-5)
- 농협 김천농협 하나로마트 본점 (자산로 147/평화동 28-8)
- 농협 김천농협 본점 (자산로 147/평화동 28-8)
- GS25 김천성내점 (자산로 160/성내동 35-12)
- 김천여자중학교 (자산로 168/성내동 51)
- 삼성디자인플라자 김천터미널점 (자산로 188/성내동 10-3)
- 농협 김천축산농협 본점 (자산로 192/성내동 8-1)
- 기아자동차 김천지점 (자산로 193/평화동 6)
- 전자랜드 파워센터 김천점 (자산로 195/평화동 3-2)
- 롯데하이마트 김천점 (자산로 198/성내동 4-6)
- 맥도날드 김처평화DT점 (자산로 199/평화동 2-2)